# Hindoestaanse vrouwenemancipatie in Nederland
De Hindoestaanse vrouwenemancipatie in Nederland heeft vanaf de vestiging van Surinaamse Hindoestanen in Nederland verschillende veranderingen ondergaan. In het begin van de vestiging was haar rol vrij traditioneel. Vooral dankzij arbeid en scholing is dit veranderd op alle terreinen, hoewel er soms nog vormen van traditioneel gedrag overblijven.

## De vlucht naar Nederland

### Motivatie
In de periode van de Surinaamse onafhankelijkheid (1975) zijn vele Hindostaanse vrouwen met hun gezin, een lid van hun familie, hun partner of alleen naar Nederland getrokken. De toekomst in hun land van herkomst was te onzeker en vluchten werd beschouwd als een veiligere oplossing. Nederland werd in die jaren geïdealiseerd in de algemene Surinaamse opinie. Daarnaast waren de onderwijsperspectieven en de medische voorzieningen in Nederland beter. Ten slotte was liefde ook een reden: Nederland gaf aan mensen de mogelijkheid om een relatie te beginnen die verboden was in Suriname, vooral binnen bepaalde religies, zoals Bea Lalmahomed toelicht: "Ook was Nederland een favoriet land voor geliefden die in Suriname niet met elkaar om mochten gaan. Hun verboden liefde kon hier ongehinderd worden voortgezet."

### Ontvangst en culturele shock
Vaak hadden Hindostaanse vrouwen al een familielid dat in Nederland woonde. Meestal gingen ze dus bij die persoon wonen. Het kwam voor dat te veel mensen met elkaar in een kleine ruimte woonden. Het was niet gemakkelijk om met die nabijheid te leven vanwege het gebrek aan intimiteit.
De Hindostaanse vrouwen die zich in Nederland vestigden kwamen meestal uit de hoofdstad Paramaribo en sommige districten eromheen (Commewijne, Para, Saramacca). Omdat het leven in Paramaribo moderner was dan in de districten, konden de stadsbewoners zich beter aanpassen aan de culturele veranderingen die ze in Nederland ondervonden, dan de districtsvrouwen. Toch was het zwaar voor hen om in een heel andere maatschappij terecht te komen. De gewoonten waren anders. Zoals de schrijfster Chitra Gajadin het uitlegt in een interview: "Ik moest ophouden met het spreken van Sarnami. Ik moest niet zoveel lachen want dat was een teken van domheid." Een klein aantal Hindostanen is uiteindelijk weer teruggegaan naar Suriname vanwege heimwee.
Ook in het leven van de meisjes bracht de trek naar Nederland een grote verandering. Ze moesten zich aanpassen aan de verschillen die er thuis en op school bestonden. Voor degene die een traditionele opvoeding hadden gehad, was het zeer moeilijk. Zelfs voor de meisjes wier ouders iets moderner opvattingen koesterden, was het niet simpel. Die ouders waren niet zo modern als de Nederlanders en hoewel ze bereid waren een beetje meer vrijheid te geven op het gebied van kleding en schoolactiviteiten, was die vrijheid niet veel breder. Traditie bleef nog vrij belangrijk.
Om die culturele veranderingen beter te beleven is het geloof een steun geweest. In Suriname was religie de basis van het leven. Lalmahomed: "De geschiedenis leert dat Hindostaanse immigranten bij het vinden van een goede plek in het nieuwe land zich voor alle zekerheid lieten leiden door het geloof. [...]. Wederom biedt het geloof houvast voor het vinden van een goede plek in de Nederlandse samenleving. [...] Hindostanen voelen zich veilig en geborgen in hun systeem, dat dankzij een eigen netwerk toch een vangnet biedt". Daaruit kan men goed begrijpen wat voor invloed de religieuze tradities op de Hindostaanse gemeenschap in Nederland heeft gehad.

### Arbeidsperspectieven en scholing
Het was eenvoudiger voor Hindostaanse vrouwen om een baan in Nederland te vinden omdat ze konden werken zoals in Suriname, bijvoorbeeld als schoonmaakster. Dit in tegenstelling tot mannen, die meestal een hogere opleiding hadden gevolgd in Suriname maar die in Nederland een lagere baan moesten accepteren, omdat hun opleiding niet erkend werd. Vaak gingen ze niet meer terug. De Nederlandse inkomsten waren namelijk wel hoger.
Voor de meisjes van de generatie die in Suriname geboren waren en die daarna in Nederland terechtkwamen (de zesde generatie sinds het vertrek uit India), is de verandering zeer moeilijk geweest. Ze begrepen de tradities van hun ouders minder goed, maar tegelijkertijd namen ze geen deel aan de Nederlandse maatschappij omdat ze niet mee konden doen aan alle activiteiten, zoals laat uitgaan. Daardoor was het ook moeilijk om vriendinnen te maken.

## Veranderingen in de status van de vrouw
De Hindostaanse vrouwen namen hun tradities mee naar een andere culturele wereld. Toch heeft de Nederlandse maatschappij een invloed op die tradities en op de manier van denken gehad, zoals Bea Lalmahomed schrijft: "De zes generaties vrouwen die zijn ontsproten uit Indiase Hindostanen, hebben met de migraties en invloeden van de landen waarin zij kwamen te wonen vele veranderingen ondergaan. Elke generatie heeft haar eigen bijdrage geleverd aan de strijd om de groeiende vrouwelijke autonomie".

### Opvoeding
Terwijl de opvoeding in Suriname eerst best streng was en het onmogelijk was voor de kinderen met hun moeder te discussiëren, is deze situatie lichtelijk veranderd met de trek naar Nederland. Voor de eerste generatie Surinaamse Hindostaanse vrouwen geeft de Nederlandse opvoeding "te veel vrijheid" aan de kinderen. Volgens deze vrouwen krijgt de moeder "te weinig respect" omdat de kinderen steeds meer durven antwoorden. Daarnaast werden er minder lichamelijke straffen uitgedeeld, omdat deze bij de Nederlandse wet verboden waren. Er komt dus een scheiding tussen de eerste en de volgende generaties in de manier van denken.
Het kan soms nog zwaar zijn voor de Hindostaanse meisjes om hun identiteit op te bouwen tussen hun leven op school en het leven dat ze thuis doorbrengen. "Zij blijven zich identificeren met de Hindostaanse gemeenschap, maar tasten voortdurend af welke normen en waarden zij al dan niet accepteren." Het Hindostaanse meisje twijfelt tussen die twee werelden en ze moet leren flexibel zijn. Tegelijk moet haar moeder de grenzen van de meisjesvrijheid vaststellen, als moeder zit zij bekneld tussen haar man en haar dochter. Dat wil zeggen dat de moeder nog verantwoordelijk is als er iets mis gaat met de dochter. In de loop van de tijd begint de vader ook voor de kinderen – en dus ook voor de dochters – te zorgen, omdat de moeder een baan heeft. De opvoeding wordt door beide ouders gedaan.

### School en studie
Het onderwijs is erg noodzakelijk geworden. Het motto was en is: "Onderwijs maakt sterk, bewust en stabiel". De meisjes moeten hun best doen om zo hoog mogelijk te komen, omdat een vrouw met diploma’s volgens Lalmahomed "meer waard is". De auteur schrijft: "De verwachtingen zijn tegenwoordig zelfs vrij hoog gespannen. Meisjes mogen nu in principe onbeperkt onderwijs volgen. De universiteit is allang binnen het gezichtsveld gekomen en daar wordt thuis ook geld voor gereserveerd. Een zo hoog mogelijke opleiding staat nu voorop." Er wordt van de meisjes verwacht dat ze hard studeren en dat ze zo goed mogelijke cijfers halen. Een hogere studie is een teken van succes en trots voor de Hindostanen. Statistisch is bewezen dat de vrouwen vaak beter presteren dan de mannen in het onderwijs.

### Rechten en plichten
De eerste generatie vrouwen die uit Suriname kwam, had geleerd dat het de plicht van de vrouw was om te koken en het huishouden en het schoonmaken te doen, terwijl de man verantwoordelijk was voor geld, veiligheid en geborgenheid. Dit beeld verdwijnt zo langzamerhand. Met de socialisatie zijn de taken beter verdeeld. Er zijn steeds meer vrouwen (vooral werkende vrouwen) die vinden dat hun man mee moet doen aan het huishouden. En er blijven limieten; een man zou bijvoorbeeld gemakkelijker afwassen dan strijken want dat gaat te ver voor hem. Hindoestaanse zoons en dochters krijgen tegenwoordig vaker dezelfde opvoeding. Met deze verandering is de vrouw meer gelijk geworden aan haar man omdat ze ook een inkomen heeft. Daarmee heeft zij dus wat te zeggen over de uitgaven van het gezin.

### Huwelijk en echtscheiding
Het 'huwelijk blijft een belangrijk doel in het leven van een Hindostaans meisje. Als zij ouder wordt en ze nog steeds niet getrouwd is, begint de familie – niet pertinent de ouders – erover te praten. Het blijft nog moeilijk te accepteren als een vrouw ongetrouwd wil blijven. Daarom werd vroeger slecht aangekeken tegen het concubinaat. Al is dit nog het geval, meisjes gaan tegenwoordig toch steeds meer met een partner wonen zonder getrouwd te zijn.
Het komt steeds meer voor dat het meisje zelf haar man kiest, en de ouders niets meer direct te zeggen hebben. De meeste meisjes (ongeveer 60% in de jaren 90) zijn van mening dat ze de keus zelf moeten maken. Eigenlijk hebben ze toch liever dat de partner/bruidegom van dezelfde gemeenschap komt en dat haar ouders deze keus graag zien. Ze is dus inderdaad onafhankelijker maar ze blijft onder hun invloed. Daarnaast blijft er ook nog steeds een deel van de meisjes die liever heeft dat de ouders de partner kiest. Het komt ook soms voor dat het meisje zelf een partner de hand vraagt, maar daar wordt in traditionele families niet positief tegenaan gekeken.
De huwelijksleeftijd is een beetje later dan in Suriname; 25 jaar wordt gezien als het goede moment om te trouwen. Dit is logisch als men denkt aan het feit dat studie zo belangrijk is geworden. De meisjes proberen hogerop te komen en dat duurt een paar jaren. Liefst zou de studie afgelopen moeten zijn als het meisje trouwt.
Als een vrouw met een man gaat trouwen, gaat ze meestal niet meer bij de schoonouders inwonen. Daarmee zijn de relaties vaak verbeterd, vooral met haar schoonmoeder, van wie ze geen bevelen meer krijgt over schoonmaken, koken en strijken.
Volgens het hindoeïsme is een echtscheiding onmogelijk, omdat een vrouw aan een man verbonden is tot de dood. De dood is de enige manier om een einde te maken aan een huwelijk. Maar de Hindostaanse vrouwen proberen geleidelijk een beetje afstand van het geloof te nemen op dit gebied, omdat ze niet willen dat de vrouw een lagere positie heeft dan de man. In Nederland beschouwt de wet een man en een vrouw als gelijk en dat hebben Hindostaanse vrouwen graag. Daardoor zijn er veel meer scheidingen (meer dan 40% in 2003) en/of tweede huwelijken geweest sinds de vlucht naar Nederland. Die echtscheidingen zijn vooral mogelijk vanwege de emancipatie op het gebied van inkomsten, seksualiteit en dus identiteit: "emancipatie betekent voor haar niet alleen het mogen werken, hogere functies bekleden, zeggenschap hebben over eigen inkomsten, maar ook een vrijbrief voor het opkomen voor eigen gevoelens. Echtscheiding wordt dan ook steeds meer getolereerd, ongeacht het feit of de echtscheidingsmotieven wel of niet aannemelijk zijn."

### Seksualiteit
In Suriname was spreken over seksualiteit een groot taboe. Moeders legden niet aan hun dochters uit waarom ze ongesteld waren en hoe ze moesten reageren. Omdat de normen in Nederland anders waren, kon het geen taboe meer blijven. De meisjes zagen het op de televisie, op straat, op school, enzovoort. Ze hadden vragen en wachtten op antwoorden. De moeders kregen daarvoor hulp van de school.
Ook de vrouwen hebben zin in meer vrijheid op dit gebied en ze durven meer initiatieven te nemen: "meegaandheid, vertonen van betamelijk en wenselijk gedrag, instemmen met verzoeken, de deugden van weleer, zijn bij de modern denkende meisjes veranderd in meesterschap over de eigen gevoelens en seksuele lusten". Daarin blijkt dat de emancipatie ook gebeurt in het seksuele leven.
Hoewel het moeilijk blijft om het over seksualiteit te hebben is de situatie dus versoepeld. Er wordt meer contraceptie gebruikt. Abortus blijft een moeilijke zaak en wordt meer gebruikt in gevallen van verkrachting.

### Geloof
Ondanks een grote verandering in de manier van gelovig te zijn, heeft de religie nog een grote plaats in het leven van de Hindostaanse vrouw. Die vrouwen verwerpen de traditionele manier van gelovig te zijn en worden beschouwd als revolutionair, ze creëren een persoonlijke vorm van religie. Deze verandering vindt plaats dankzij de onderwijsemancipatie, die maakt dat de vrouw anders nadenkt. Ze neemt afstand van het traditionele geloof dat te veel strenge regels kent. Daarmee voelt zij zich vrijer. En omdat de traditionele vorm van het geloof zo een sterke invloed had op het algemene leven van de Hindostanen, kan de vrouw ook meer geëmancipeerd worden op alle andere terreinen als ze het geloof op haar manier volgt.

## Tegenwoordige situatie

### Vrijheid in gebondenheid
De Hindostaanse vrouw is duidelijk steeds verder geëmancipeerd hoewel dat verschilt van persoon tot persoon, afhankelijk van de opvoeding die men heeft gehad. Tegelijkertijd probeert ze de banden met haar gemeenschap te bewaren, ze is dus geëmancipeerd maar blijft ook traditioneel. Ze bouwt haar identiteit op haar eigen manier en volgt toch nog de wensen van haar gemeenschap.
Omdat de vrouw haar man ondersteunt met inkomsten, is haar rol meer gelijk aan die van de man. Maar vanwege de negatieve reacties in de Hindostaanse samenleving zijn vele vrouwen ondergeschikt gebleven aan hun man, hoewel ze goed geld verdient. En ze kunnen zich niet voorstellen dat hun man of zonen het huishouden zou doen, omdat ze dit beschouwen als een "tekortkoming van hun kant". Lalmahomed zegt erbij: "Dit type vrouwen is in alle lagen van de bevolking te vinden, van ongeschoolde tot zeer goedgeschoolde en zowel bij werkende als niet-werkende vrouwen."

### Rem op het onderwijs
Nog steeds volgen te weinig meisjes hoger onderwijs. De Nederlandse taal is vaak nog een struikelblok. De leescultuur blijft te laag, meisjes gaan 's avonds vaker televisie kijken dan een boek lezen en daarmee verbeteren zij niet hun niveau in de taal. Bovendien zijn er nog ouders die denken dat het Nederlandse meisje een duidelijk scheiding moet maken tussen school en huis. Ze zijn van mening dat ze best een studie mogen volgen, maar dat dit alleen op school moet gebeuren. Thuis moet het meisje haar traditionele status houden. Daarmee kan ze moeilijk huiswerk doen. Ten slotte vindt men ook meisjes die school te zwaar vinden en die liever een passieve rol in een huwelijk willen houden.

### Traditionele aspecten blijven belangrijk
Maagdelijkheid en huwelijk blijven zeer belangrijk in het leven van de meisjes, daarin kan de opvoeding nog streng zijn. Het seksualiteitsonderwerp kan altijd nog een probleem zijn. Het praten over seksuele tekortkoming wordt nog beschouwd als "onvrouwelijk en oneerbiedig".

### Zelfmoordpoging
Steeds meer jongere Hindostaanse vrouwen zijn het niet meer met de regels van hun ouders eens. Dit verzet tegen tradities heeft als gevolg een hoger aantal zelfmoordpogingen onder hindostaanse meisjes, en vooral onder degene die Hindoestaan zijn (een op de vijf).

### Verzorging en vermaak
Er bestaan verschillende organisaties (vooral in Den Haag en in Rotterdam) die voor de Hindostaanse gemeenschap zorgen zoals de Hindoestaanse Vereniging Laakkwartier Noord of de Aktiegroep Het Oude Westen. Ze organiseren allerlei activiteiten waarmee de vrouwen andere mensen leren kennen en gewoon uit kunnen gaan. Daarmee ontdekken de traditionele vrouwen aspecten van het "moderne leven". Er worden ook conferenties georganiseerd om de rechten van de vrouwen te verbeteren.
Daarnaast speelt de Hindostaanse vrouw in Nederland ook een belangrijke rol in de literatuur en filmkunst.
- Boeken, Gedichtbundels
  - De zon vloeit weg uit mijn ogen, Chitra Gajadin (1983)
  - Manai ka boli/Wat zullen de mensen wel zeggen, Chitra Gajadin (1985)
- Film
  - Lajja, Rajkumar Santoshi (2001)
- Vrouwenkrant
  - Ashanti (1982)

## Primaire literatuur
- De zon vloeit weg uit mijn ogen, Chitra Gajadin (1983)

## Secundaire literatuur
- Hindostaanse vrouwen, De geschiedenis van zes generaties, Bea Lalmahomed (1992)
- Hindostanen, van Brits-Indische Emigranten via Suriname tot Burgers van Nederland, Chan E.S Choenni en Kanta Sh. Adhin (2003)
- De Surinaamse Literatuur, 1970-1985, een documentatie, Michiel van Kempen(1987)